# Ovidio Guzmán López
Ovidio Guzmán López (Culiacán, Sinaloa, 29 de  marzo de 1990)es un exnarcotraficante mexicano y exmiembro de alto rango del Cártel de Sinaloa, una organización criminal con sede en Culiacán.
Junto a sus hermanos Iván, Alfredo y Joaquín, lideró la facción conocida como Los Chapitos. Ha habido especulaciones sobre el posible liderazgo de Guzmán López junto a sus tres hermanos y el también conocido narcotraficante Ismael Zambada, especialmente después de la captura de su padre, Joaquín Guzmán Loera, en 2016. Fue capturado el 5 de enero de 2023 y extraditado a Estados Unidos el 15 de septiembre de 2023.

## Biografía

### Primeros años
Nació el 29 de marzo de 1990 en Culiacán, Sinaloa, México. Es el hijo del líder del Cártel de Sinaloa, Joaquín "El Chapo" Guzmán, y su segunda esposa, Griselda López Pérez. Fue criado en la Ciudad de México y cursó al menos cuatro años de primaria en el colegio CEYCA, una escuela exclusiva en el sur de la Ciudad de México que pertenece a los Legionarios de Cristo.

### Carrera y actividades
Se cree que Guzmán López ha estado involucrado en el negocio de narcotráfico de su padre desde que era adolescente al heredar relaciones de su hermano fallecido, Edgar Guzmán López, y que ascendió a las filas del Cártel de Sinaloa después del arresto de su padre. Las investigaciones policiales estadounidenses indican que Ovidio y su hermano, Joaquín Guzmán López, desempeñaban funciones de mando y control de alto nivel de su propia organización narcotraficante, la Organización Criminal Transnacional Guzmán López.
Otra información indica que Ovidio ha ordenado el asesinato de informantes, un narcotraficante y un popular cantante mexicano que se había negado a cantar en su boda. En julio de 2015, junto a sus hermanos y Emma Coronel, ayudó a su padre a fugarse del penal de máxima seguridad El Altiplano.
En julio de 2017, el fiscal federal del Distrito de Columbia formó un gran jurado que acusó formalmente tanto a Ovidio Guzmán López como a su hermano Joaquín Guzmán López de participar en una conspiración para traficar cocaína, metanfetamina y marihuana desde 2008. La acusación fue presentada el 2 de abril de 2018. Luego de que una orden de arresto fuera emitida por un juez federal en Washington D. C. para su arresto y extradición. Se cree que dirigió al Cártel de Sinaloa junto con sus hermanos e Ismael Zambada García por lo que el 8 de mayo de 2019, fue sancionado de conformidad con la Kingpin Act de los Estados Unidos.

## Batalla de Culiacán

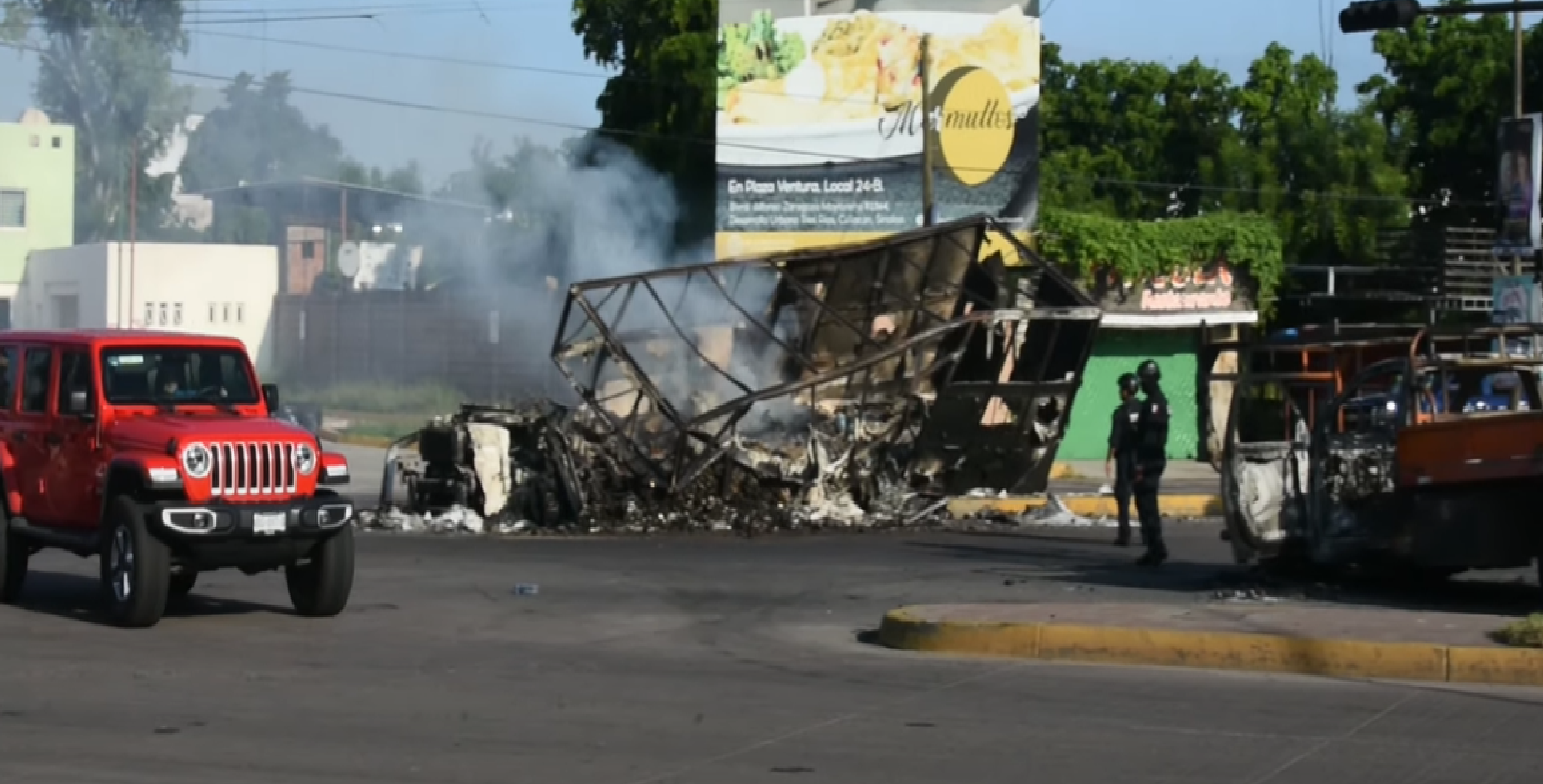
Durante la batalla de Culiacán; sicarios del Cártel de Sinaloa incendiaron autos y bloquearon carreteras.

Guzmán López fue arrestado brevemente en Culiacán, Sinaloa, por miembros de las fuerzas armadas de México, el 17 de octubre de 2019, lo que desencadenó varios enfrentamientos armados en la ciudad.
Los hombres armados del cártel amenazaron con una matanza de civiles, incluido un ataque a un complejo de apartamentos que albergaba a los familiares del personal militar local. Horas después, Guzmán López fue liberado, con el presidente de México, Andrés Manuel López Obrador, diciendo que apoyaba la decisión para evitar un «baño de sangre» y proteger la vida de los ciudadanos. Sin embargo, el oficial que detuvo a Ovidio fue asesinado.
Tras los enfrentamientos en Culiacán, se han creado cuentas falsas en redes sociales afirmando pertenecer a Guzmán López. Sin embargo, no existe una cuenta oficial que represente a Guzmán López.
Durante el hackeo a la Secretaría de la Defensa Nacional en 2022 se reveló que la FGR investiga un conjunto de militares que se cree participó en la protección de Guzmán López y ataques a civiles durante los hechos del 17 de octubre de 2019.

### Consecuencias
El 7 de mayo de 2020 el entonces director de la UIF confirmó que el Gobierno de México congeló los activos de Ovidio Guzmán, declarando:

Nosotros le congelamos las cuentas a Ovidio y a 330 personas vinculadas al cártel y hemos presentado la denuncia ante la Fiscalía. También hemos encontrado cosas raras
Santiago Nieto Castillo

Durante 2022 se reportaron incidentes en los que se sospecha que la facción de "Los Chapitos" ha intentado tomar el control de la Ciudad de México. En uno de estos incidentes, hombres armados con placas que identificaban a su grupo como "Fuerzas Especiales Ratón" fueron detenidos en la alcaldía Tlalpan. Se ha señalado que este grupo conforma la escolta más cercana de Ovidio Guzmán.

## Recaptura
El 5 de enero de 2023, se llevó a cabo un operativo por parte del Centro Nacional de Inteligencia, el Ejército Mexicano y la Guardia Nacional que culminó en la captura de Ovidio Guzmán López en la localidad de Jesús María. Tras al operativo, se reportaron múltiples tiroteos y narcobloqueos por parte de "Los Chapitos" tanto en el norte como en el sur del municipio de Culiacán. En consecuencia, Protección civil de Sinaloa lanzó un comunicado pidiendo a los habitantes de la zona no salir de sus casas, mientras que la Secretaría de Educación Pública suspendió todo tipo de actividad académica y pidió a la población resguardarse en un lugar seguro.
Ese mismo día, el Secretario de la Defensa Nacional, Luis Cresencio Sandoval, informó durante una rueda de prensa que Guzmán López había sido trasladado a la Fiscalía Especializada en Materia de Delincuencia Organizada (FEMDO) en la Ciudad de México, para ser puesto a disposición del Ministerio Público. Horas más tarde fue ingresado al penal de máxima seguridad El Altiplano.
Durante una audiencia, Ovidio Guzmán aseguró que no es la persona que la justicia de Estados Unidos quiere extraditar y que las autoridades mexicanas se equivocaron en su captura.
El Departamento de Justicia de los Estados Unidos anunció cargos abiertos contra Ovidio Guzmán y sus hermanos Iván Archivaldo, Jesús Alfredo y Joaquín.

### Violencia en Sonora y Sinaloa
Los disturbios llevaron al cierre del Aeropuerto Internacional de Culiacán cuando dos aviones en el aeropuerto; uno de pasajeros perteneciente a Aeroméxico y otro militar, recibieron disparos. También se reportaron tiroteos en la pista. Aeroméxico también desvió aviones de otros aeropuertos regionales de Sinaloa. Los ataques a dos camiones en la carretera 15 en la vecina Sonora llevaron a Aeroméxico a cancelar también los vuelos desde el Aeropuerto Internacional de Ciudad Obregón.
Se reportaron saqueos en partes de Culiacán, y numerosas empresas y bancos anunciaron cierres temporales en todo el estado. Los periodistas en el área reportaron múltiples robos de autos y demandas de llaves de automóviles. Durante el operativo hubo 29 fallecidos, 35 heridos y 21 detenidos entre militares e integrantes de grupos delictivos. Entre las víctimas había un coronel de infantería y sus cuatro escoltas que fueron emboscados y asesinados por miembros del cártel en Escuinapa, Sinaloa.

## Extradición
Un día después de su arresto, un juez federal en la Ciudad de México suspendió la extradición de Ovidio Guzmán a Estados Unidos. El 27 de febrero, el Departamento de Justicia de los Estados Unidos presentó una solicitud formal de extradición a la Fiscalía General de la República (FGR) de México. En respuesta, solicitó un amparo contra la orden de detención con fines de extradición a Estados Unidos, pero esta solicitud fue negada el 25 de agosto de 2023. A finales de agosto de 2023, el juez de control del penal de Centro Federal de Readaptación Social n.º 1, Díaz Villarreal, emitió su opinión jurídica sobre este proceso al Juzgado Quinto de Distrito en Materias de Amparo y Juicios Federales en el Estado de México. En ese sentido, ordenó enviar el expediente del acusado a la Secretaría de Relaciones Exteriores (SRE), con el propósito de que esta última determine si concede o rechaza la solicitud de extradición. En respuesta a esto, la titular de la SRE, Alicia Bárcena, declaró: "Estamos estudiando el caso. Por supuesto, nuestro director Jurídico está a cargo de esto, y estamos analizando la situación. Esto llegó la semana pasada y estamos en ese proceso".
El 15 de septiembre de 2023, fue finalmente extraditado a Estados Unidos.
El 11 de julio del 2025, tras un acuerdo de culpabilidad con la fiscalía, Ovidio se declara culpable de cuatro cargos de narcotráfico en la corte federal de Chicago, admitiendo su culpabilidad en los cargos de lavado de dinero, tráfico y portación ilegal de armas, así como supervisar la producción y tráfico de drogas tales como fentanilo, metanfetamina, marihuana, cocaína y heroína a Estados Unidos. 